# Saracinesca (araldica)
In araldica la saracinesca è rappresentata generalmente da 6 pali aguzzati in fondo, fissati da cinque traverse inchiodate e con un anello al centro della traversa superiore. Nell'araldica inglese è frequente la saracinesca con solo quattro traverse e due catene laterali in luogo dell'anello centrale.
La saracinesca era lo stemma araldico della Casa di Beaufort, e il primo re Tudor Enrico VII d'Inghilterra, discendente dei Beaufort per linea materna, adottò come simbolo sia la saracinesca che la rosa Tudor. Da questo momento la saracinesca è apparsa spesso negli stemmi inglesi, e fu utilizzata anche come simbolo del Palazzo di Westminster a Londra. 
Una saracinesca si può trovare anche sulla moneta britannica da un penny. 
Il cimiero dello stemma di Canberra raffigura una saracinesca, simbolo del Parlamento australiano.

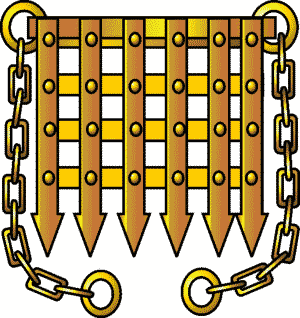
Saracinesca all'inglese
Di rosso, alla saracinesca d'oro (famiglia Rochereau d'Hauteville)
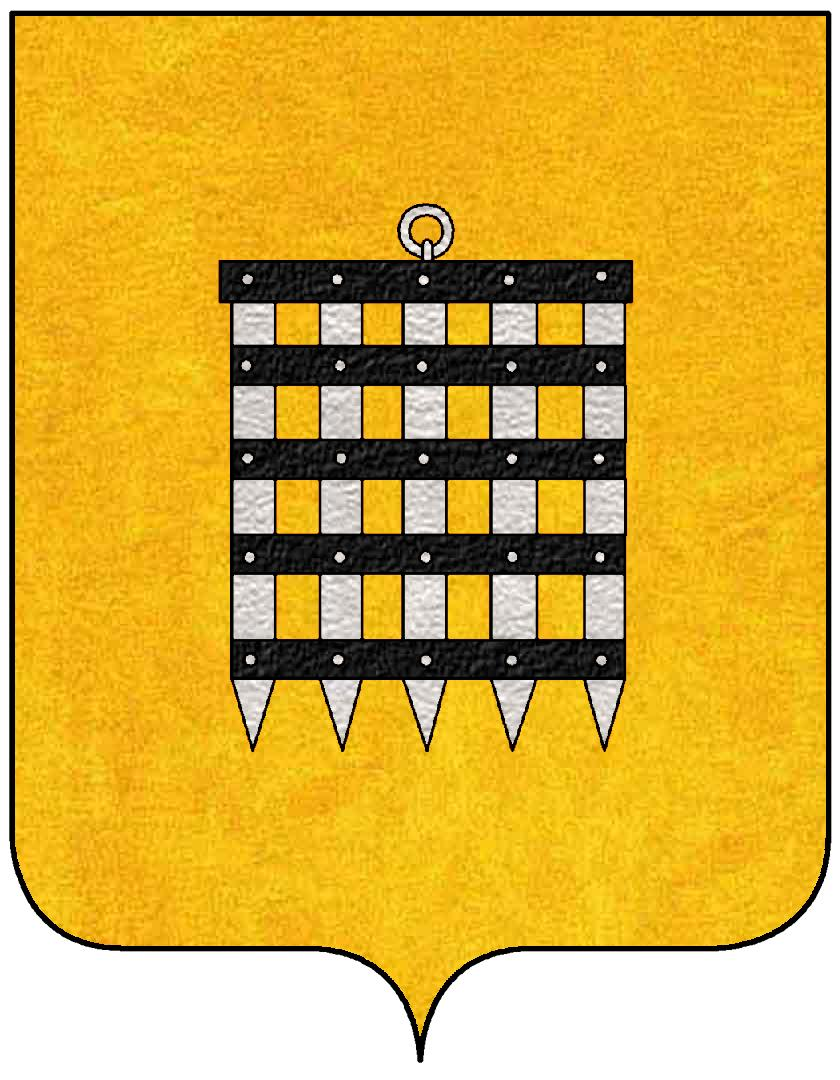
D'oro, alla saracinesca di quattro traverse composta d'argento e di nero (famiglia Malavolti)
Stemma di Canberra
Stemma di Harwich